# House Is Not a Home
House Is Not a Home är en sång av den kanadensiska R&B-sångerskan Deborah Cox, producerad av Peter Monk och Dee Robert. Sången är en av flera musiksinglar som Coxs spelat in och gett ut enskilda, utan att tillhöra något album, för att på så vis bibehålla en kommersiell status mellan sina albumutgivningar. 
Sångens originalversion remixades och gavs ut som en singel den 13 september 2005, i USA där den snabbt blev en smash-hit på danslistan. Deborah Cox börjar med introduktionen "I'm back baby" i referens till att hon inte gett ut något musikmaterial på en längre tid. I sången menar sångerskan att efter hennes partner lämnat henne är deras hus inte längre något hem då kärleken inte finns kvar.
Ingen musikvideo spelades in för singeln.

## Format och innehållsförteckningar
"House Is Not a Home" Amerikansk Digital CD-singel
1. "House Is Not a Home (Radio Edit)" - 3:54
2. "House Is Not a Home (Extended Radio Edit)" - 3:57
3. "House Is Not A Home (Radio Instrumental)" - 4:07
4. "House Is Not A Home (Club Mix)" - 5:13
5. "House Is Not A Home (Club Instrumental)" - 5:13

House Is Not A Home - The Remixes
1. "House Is Not a Home (Moran / Rigg Radio)"
2. "House Is Not a Home (Moran / Rigg Mixshow Sexy)"
3. "House Is Not a Home (Moran / Rigg Anthem Club)"
4. "House Is Not a Home (Dio*S I*LI Be Your Radio)"
5. "House Is Not a Home (Dio*S I*LI Be Your Mxshow"
6. "House Is Not a Home (Dio*S I*LI Be Your Club"

## Listor
| Lista (2005)                           | Topp position |
| -------------------------------------- | ------------- |
| Amerikanska Billboard Dance Club Songs | 1             |